# Ustilago triraphidis
Ustilago triraphidis är en svampart som beskrevs av Vánky 2001. Ustilago triraphidis ingår i släktet Ustilago och familjen Ustilaginaceae.   Inga underarter finns listade i Catalogue of Life.